# HK SFP9
Die Pistole HK SFP9 (in manchen Märkten HK VP9) ist eine Selbstladepistole des deutschen Waffenherstellers Heckler & Koch in den Kalibern 9 × 19 mm und .40 S&W (SFP40 bzw. VP40). Die Typenbezeichnung SFP steht dabei für Striker Fired Pistol. Die Typenbezeichnung nimmt direkten Bezug auf das Funktionsprinzip der Pistole: Sie verfügt über ein voll vorgespanntes Schlagbolzenschloss. Ursprünglich wurde sie entwickelt, um die HK P7 bei der Polizei Bayern abzulösen.

## Aufbau
Die HK SFP9 ist ein aufschießender Rückstoßlader mit einem modifizierten Browning-Verschlusssystem.
Im Gegensatz zu den bisherigen Pistolen mit Kunststoffgriffstück von Heckler & Koch wird der Lauf jedoch nicht über die Federführungsstange und den Verschlussfanghebel, sondern über einen im Griffstück eingesetzten Stahlrahmen entriegelt. Dies soll eine hohe Lebensdauer aller Waffenteile garantieren.
Das Griffstück ist in den Farben Schwarz und RAL 8000 (Grünbraun) erhältlich und kann durch unterschiedliche Kunststoffeinsätze an die Hand des Schützen angepasst werden.
Die Magazine wurden von der Pistole HK P30 übernommen.

## Modellvarianten
| Modell     | Besonderheiten |
| ---------- | --- |
| SFP9       | Basismodell. |
| SFP9 OR    | „Optic Ready“; mit Montageplatte für Zieloptiken. |
| SFP9 SK    | „Subkompakt“; verkürzter Verschluss und Griffrücken |
| SFP9 SK-OR | „Subkompakt – Optic Ready“; verkürzter Verschluss und Griffrücken; mit Montageplatte für Zieloptik                                                                             |
| SFP9 L     | „Lang“; mit 5" Verschluss |
| SFP9 L-OR  | „Lang – Optic Ready“; mit 5" Verschluss; mit Montageplatte für Zieloptik |
| SFP9 SD    | „Schalldämpfer“; mit höhenverstellbarer Visierung und einem Gewinde an der Mündung, um Schalldämpfer anzubringen                                                               |
| SFP9 M     | „Maritim“; mit salzwasserbeständiger Behandlung des Metalls (volle Nutzungsfähigkeit der Waffe nach NATO-Salznebeltest und NATO-Langzeit-Salzwassertest nach Vorschrift AC225) |

Gemäß Herstellerangaben sind zudem alle Modelle optional mit Push-Button-Magazinauslösung (statt Paddle) sowie Sicherungshebel verfügbar.

## Abzugsvarianten
| Modell  | Abzug                                                           |
| ------- | --------------------------------------------------------------- |
| SFP9 TR | Abzugskraft ca. 30-35 N, Abzugsweg ca. 11 mm, Resetweg ca. 5 mm |
| SFP9 SF | Abzugskraft ca. 20-25 N, Abzugsweg ca. 6 mm, Resetweg ca. 3 mm  |

## Verwendung

### Zivilmarkt
Die SFP9 findet derzeit hauptsächlich auf dem amerikanischen Zivilmarkt Verwendung, dort wird die Waffe als VP9 (Volkspistole 9) bezeichnet.

### Polizei

#### Deutschland
Die Variante SFP9 TR verfügt über ein höheres Abzugsgewicht, einen längeren Abzugsweg und einen längeren Resetweg als die für Spezialkräfte entwickelte Variante SFP9 SF. Dies ist nötig, um der Technischen Richtlinie Dienstpistolen der Polizei gerecht zu werden.
Die Waffe wurde zuerst an die Polizei Mecklenburg-Vorpommern und Sachsen, seit Ende 2016, ausgeliefert. Die SFP9 löste bei der Polizei Sachsen die HK P7 und P7M8 ab sowie die SIG Sauer P225 (P6) in Mecklenburg-Vorpommern.
Am 11. Dezember 2017 wurde bekannt, dass die Polizei Berlin ebenfalls die SFP9 TR anschaffte. Diese soll die dort seit 37 Jahren im Einsatz befindliche Pistole SIG Sauer P6 ablösen. Die ersten neuen Dienstpistolen wurden ab Januar 2018 ausgeliefert.
Am 10. Oktober 2018 wurde bekannt, dass die Berliner Polizei 1337 der Waffen aufgrund mangelnder Treffgenauigkeit mit der Bitte um Nachbesserung an Heckler & Koch zurückgeschickt hat
Am 12. Januar 2018 gab der bayerische Innenminister Joachim Herrmann bekannt, dass Heckler & Koch mit dem Modell SFP9 TR bei der europaweiten Ausschreibung der Bayerischen Polizei den Zuschlag erhalten hat. Bis 2019 sollte das Oberndorfer Unternehmen ca. 40.000 Pistolen des Modells SFP9 TR an den Freistaat Bayern liefern. Der Umstieg auf die neue HK SFP9 TR hätte den Freistaat rund 30 Millionen Euro kosten sollen; am 13. Februar 2020 teilte das Innenministerium in München auf Anfrage mit, dass die tatsächlichen Kosten nur bei rund 20 Millionen Euro liegen. Die Einführung begann im Herbst 2018.
Auch die Polizeien Niedersachsen (Nachfolge der HK P2000) und Brandenburg (Ersatz für die SIG Sauer P228) plante ab Frühjahr 2017 die Beschaffung der SFP9 TR.
Am 1. Oktober 2024 gab ein Ministeriumssprecher bekannt, dass das Saarland bis voraussichtlich Anfang 2026 3000 SFP 9 beschaffen wird.

#### Luxemburg
Auch die Polizei Luxemburgs hat vor, für rund 2 Mio. Euro ihre Beamten mit der SFP9 auszustatten und löst somit die bisherige Dienstwaffe vom Typ Smith & Wesson 686 ab. Die Auslieferung läuft seit Mitte 2017.

#### Schweiz

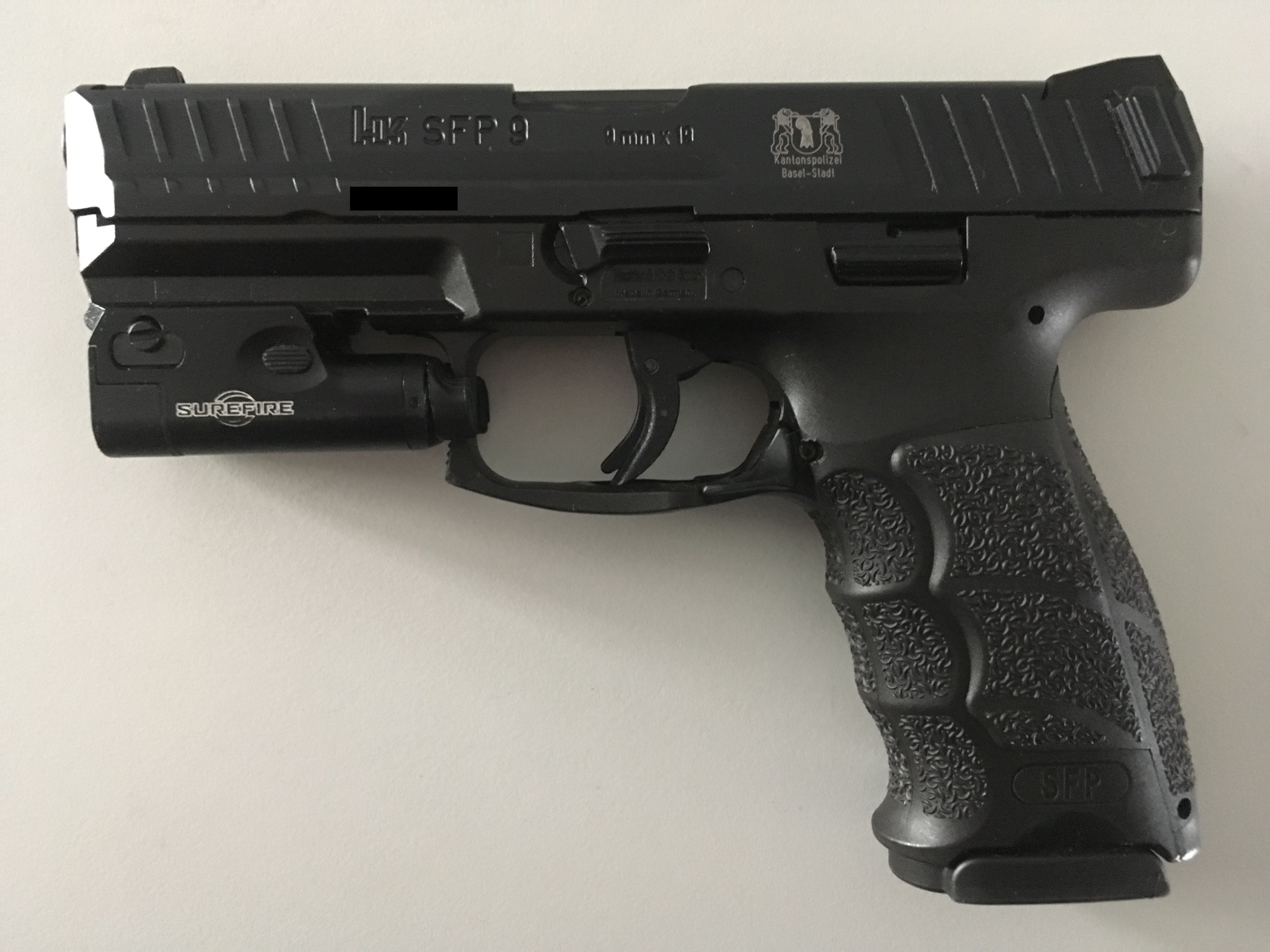
HK SFP9 der Kantonspolizei Basel-Stadt

Die Kantonspolizei Basel-Stadt stattet ihre Beamten ebenfalls mit der SFP9 SF aus. Sie löst dort die SIG Sauer P228 ab.
Die Kantonspolizei Thurgau nutzt die SFP9 SF-OR, die mit einem zusätzlichen Rotpunktvisier ausgestattet ist. Sie löst die aktuell ausgerüstete HK P30 ab.

### Ukraine
Im Rahmen der militärischen Unterstützungsleistungen durch Deutschland für die Ukraine wurden 3500 Pistolen geliefert.